# Ellen Reinke
Ellen Reinke (* 22. Mai 1942; † 20. Januar 2025) war eine deutsche Sozialwissenschaftlerin, Psychoanalytikerin und Psychologin.

## Leben
Nach Grundschule und mittlerer Reife in Frankfurt arbeitete sie zunächst als Büroangestellte und Fremdsprachenkorrespondentin und holte dann auf dem 2. Bildungsweg (Hessenkolleg Frankfurt a. M.) das Abitur nach. Von 1971 bis 1976 studierte sie mit einem Stipendium der Studienstiftung des Deutschen Volkes Soziologie und Psychologie an der Johann-Wolfgang-Goethe-Universität in Frankfurt am Main und promovierte 1981 in Bremen zum Dr. phil. mit der Dissertation Zur methodischen Wiedereinführung individueller Subjektivität in die Sozialforschung. Von 1975 bis 1985 war sie Forschungsleiterin des Projekts Soziotherapie mit Delinquenten der Deutschen Forschungsgemeinschaft in Frankfurt am Main. Von 1981 bis 1987 absolvierte sie daneben die Ausbildung zur Psychoanalytikerin (DPV) am Sigmund-Freud-Institut in Frankfurt am Main und eröffnete 1987 ihre eigene psychoanalytische Praxis. Von 1981 bis zu ihrer Emeritierung 2007 war sie Professorin an der Universität Bremen. Nach einem einjährigen Aufenthalt in Frankreich habilitierte sie sich 1989 mit der Arbeit Sozioanalyse am Beispiel der Soziotherapie mit Delinquenten für das Fach Soziologie mit dem Schwerpunkt Sozialpsychologie.
Ellen Reinke veröffentlichte neben den erwähnten Themen über eine Reihe weiterer Themen: zum Übersetzen, zur weiblichen Sexualität, zur (Kriegs-)Traumatisierung, zur Zeitgeschichte, Filmvorstellungen und - analysen, zum Angsterleben und zur Problematik der Zweiten Generation nach dem Zweiten Weltkrieg. Sie lebte in Wiesbaden.

## Veröffentlichungen (Auswahl)

### Monografien
- Leiden schützt vor Strafe nicht. Soziotherapeutische Erfahrungen mit dem Gefangenen K. Campus-Verlag, Frankfurt am Main 1977. ISBN 978-3-593-32184-4.
- Psychotherapie und Soziotherapie mit Straftätern. Klinik und Forschung. Psychosozial-Verlag, Gießen 1997. ISBN 978-3-932133-07-7
- Das psychoanalytische Erstinterview und seine Bedeutung für Diagnostik und Behandlung. Psychosozial-Verlag, Gießen 2017. ISBN 978-3-8379-2626-2.
- Das Öffnen der Blende. Psychoanalytische Streifzüge durch literarische Texte aus dem zerrissenen 20. Jahrhundert. Psychosozial-Verlag, Gießen 2021. ISBN 978-3-8379-7744-8.
- Nachträglichkeit. Psychoanalytisch-philosophische Erkundungen zu Menschen und Begriffen aus dem zerrissenen 20. Jahrhundert: Albert Speer, Herschel Grynszpan / Reichskristallnacht, Ernst Jünger. Open Ressource der Universität Bremen doi:10.26092/elib/2674

### Herausgabe
- Alfred Lorenzer: Zur Aktualität seines interdisziplinären Ansatzes. Psychosozial-Verlag, Gießen 2013. ISBN 978-3-8379-2288-2.
- Alfred Lorenzer: Freuds metapsychologische Schriften. Vorlesungen zur Einführung. Psychosozial-Verlag, Gießen 2021 ISBN 978-3-8379-3162-4.

### Übersetzungen
- Paul Ricoeur: Über Psychoanalyse. Schriften und Vorträge. Aus dem Französischen übersetzt einem Nachwort versehen von Ellen Reinke. Psychosozial-Verlag, Gießen 2016. ISBN 978-3-8379-2394-0.
- Anne-Lise Stern: „Früher mal ein deutsches Kind“. Auschwitz, Geschichte, Psychoanalyse. Aus dem Französischen übersetzt und mit einem Nachwort von Ellen Reinke. Psychosozial-Verlag. Gießen 2020. ISBN 978-3-8379-2874-7.
- Ivan Urlić, Miriam Berger, Avi Berman: Opferdasein, Rachsucht und die Kraft der Vergebung. Traumatherapie und Trauerarbeit auf psychoanalytischer Grundlage. Aus dem Englischen übersetzt und mit einem Nachwort versehen von Ellen Reinke. Psychosozial-Verlag, Gießen 2019. ISBN 978-3-8379-2554-8.